# Guernsey na igrzyskach Wspólnoty Narodów
Baliwat Guernsey wystartował po raz pierwszy na igrzyskach Wspólnoty Narodów w 1970 roku na igrzyskach w Edynburgu i od tamtej pory uczestniczył we wszystkich igrzyskach. Reprezentacja zdobyła swój pierwszy i jedyny złoty medal na igrzyskach w Auckland w 1990 roku.

## Klasyfikacja medalowa
| Igrzyska          | Złoto | Srebro | Brąz | Razem |
| ----------------- | ----- | ------ | ---- | ----- |
| 1970 Edynburg     | 0     | 0      | 0    | 0     |
| 1974 Christchurch | 0     | 0      | 0    | 0     |
| 1978 Edmonton     | 0     | 0      | 0    | 0     |
| 1982 Brisbane     | 0     | 1      | 1    | 2     |
| 1986 Edynburg     | 0     | 2      | 0    | 2     |
| 1990 Auckland     | 1     | 0      | 0    | 1     |
| 1994 Victoria     | 0     | 0      | 1    | 1     |
| 1998 Kuala Lumpur | 0     | 0      | 0    | 0     |
| 2002 Manchester   | 0     | 0      | 0    | 0     |
| 2006 Melbourne    | 0     | 0      | 0    | 0     |
| 2010 Nowe Delhi   | 0     | 0      | 0    | 0     |
| Razem             | 1     | 3      | 2    | 6     |

### Według dyscyplin
| Dyscyplina  | Złoto | Srebro | Brąz | Razem |
| ----------- | ----- | ------ | ---- | ----- |
| Strzelectwo | 1     | 2      | 2    | 5     |
| Bowls       | -     | 1      | -    | 1     |
| Razem       | 1     | 3      | 2    | 6     |